# جلوبيريت إف
جلوبيريت إف مسدس رشاش بولندي يعتبر سلاح شخصي يستخدم في الدفاع عن النفس، أقصى مدى للرشاش 150 متر، تصميمة مضغوط ذو وزن قليل، صمم خصيصاً لقوات مكافحة الأرهاب والشرطة الخاصة.

## المستخدمون
- إندونيسيا: تستخدمة الشرطة الاندونيسية[1]
- العراق: استورد العراق 6,000 مسدس منه[2]
- ليتوانيا:يستخدم من قبل الجيش اليتواني.[3]
- جمهورية التشيك: تستخدم من قبل جمهورية التشيك[1]
- بولندا: تستخدمة الشرطة البولندية.[4]

## الوصلات الخارجية
- Fabryka Broni "Łucznik" Radom home page نسخة محفوظة 12 مارس 2007 على موقع واي باك مشين.
- PM-98 at lucznik.com نسخة محفوظة 3 مارس 2016 على موقع واي باك مشين.
- Modern Firearms
- History of the Glauberyt SMG